# 1850 au Canada
Pour un article plus général, voir Chronologie du Canada.
Cet article traite des événements qui se sont produits durant l'année 1850 au Canada.

## Événements
- 8 octobre : Pierre-Flavien Turgeon devient archevêque de Québec.
- Fondation du Parti conservateur du Canada-Est par les partisans de Louis-Hippolyte Lafontaine.
- Fondation de la Banque Molson.

### Exploration de l'Arctique
- Octobre : l’expédition conduite par l’amiral Robert McClure à bord de l’Investigator met en liaison la mer de Béring et la baie d'Hudson, forçant le passage du Nord-Ouest (1850-1854). Son équipage va passer les 4 prochains hivers dans l'Arctique.

## Naissances
- Charles Braithwaite, homme politique.
- Daniel Joseph Greene, premier ministre de Terre-Neuve.
- 27 janvier : Louis-Philippe Hébert, sculpteur.
- 20 février : Charles-Nérée Beauchemin (poète) († 29 juin 1931).
- 6 mars : Jean Charles Louis Thomas Chapais (écrivain) († 23 juillet 1926).
- 13 mars : Hugh John Macdonald, premier ministre du Manitoba et fils du premier des premiers ministres du Canada John Alexander Macdonald.
- 15 avril : William Thomas Pipes, premier ministre de la Nouvelle-Écosse.
- 29 avril : George Murdoch, premier des maires de la ville de Calgary.
- 1er mai : Arthur du Royaume-Uni (duc de Connaught et Strathearn), gouverneur général du Canada.
- 6 mai : Joseph-Hormisdas Legris, homme politique québécois († 6 mars 1932).
- 11 juillet : John Augustus Barron, homme politique.
- 23 août : Charles Langelier († 7 février 1920)
- 25 août : Ernest Pacaud (journaliste) († 19 avril 1904)
- 16 septembre : Raymond Préfontaine (maire de Montréal) († 25 décembre 1913)
- 19 septembre : François L. Désaulniers (homme politique) († 29 janvier 1905)
- 27 septembre : William Pugsley, premier ministre du Nouveau-Brunswick.
- 7 novembre : Hormidas Laporte, ancien maire de Montréal († 20 février 1934)
- 15 décembre : Joseph-Alphonse Couture, vétérinaire.
- 31 décembre : John Wycliffe Lowes Forster, artiste.

## Décès
- 9 juin : Barthélemy Joliette, notaire et seigneur.
- 3 octobre : Joseph Signay, archevêque de Québec.